# Fitarikandro
El Fitarikandro es un equipo de fútbol de Madagascar que juega en la Liga Regional de Fianarantsoa, una de las ligas que componen el tercer nivel del fútbol en el país.

## Historia
Fue fundado en la ciudad de Fianarantsoa y es el primer equipo de la ciudad en coronarse campeón del Campeonato malgache de fútbol en el año 1968, y es uno de los dos equipos más importantes de la ciudad junto al ASF Fianarantsoa, quien también ha sido campeón de liga, aunque no juega en ella desde la década de los años 1990s.
A nivel internacional han participado en un torneo continental, en la Copa Africana de Clubes Campeones 1969, en la cual fueron eliminados en la primera ronda por el Young Africans SC de Tanzania.

## Palmarés
- Campeonato malgache de fútbol: 1

1968

## Participación en competiciones de la CAF
| Temporada | Torneo                            | Ronda | Club              | Casa | Visita | Global |
| --------- | --------------------------------- | ----- | ----------------- | ---- | ------ | ------ |
| 1969      | Copa Africana de Clubes Campeones | 1     | Young Africans SC | 2-0  | 1-4    | 3-4    |